# Jan Achterstraat
Jan Achterstraat (Barneveld, 13 juli 1928) is een voormalig Nederlands bestuurder en politicus voor de Anti-Revolutionaire Partij (ARP) en het Christen-Democratisch Appèl (CDA).

## Levensloop
Na de HBS te Amersfoort studeerde hij sociale geografie aan de Universiteit Utrecht en planologie aan de Technische Universiteit Delft. Hij begon zijn carrière als medewerker bij secretariaat Sociologisch Bureau De Meerlanden te Hoofddorp. Daarna was hij daar werkzaam als directeur. Van 7 juli 1970 tot 13 april 1999 was Achterstraat lid van de Provinciale Staten van Noord-Holland. Daarnaast was hij van 7 juni 1978 tot 23 oktober 1978 en van 28 april 1987 tot 22 januari 1996 lid Gedeputeerde Staten van Noord-Holland. Ook was hij van 16 september 1980 tot 1 april 1983 lid van de Eerste Kamer der Staten-Generaal. 

## Ridderorde
- Officier in de Orde van Oranje-Nassau, 16 januari 1996

- Parlement.com: vg09llmkzbzm